# فهرست امپراتوران دودمان مینگ
دودمان مینگ پس از زوال دودمان مغولی یوان شکل گرفت و از ۱۳۶۸ تا ۱۶۴۴ بر چین حکمفرمایی کرد و بر اثر شورش‌های دهقانی و حملهٔ منچوها سقوط نموده و دودمان منچوریایی چینگ جایگزین آن شد. ۱۶ امپراتور در طول ۲۷۶ سال حکومت مینگ بر چین فرمانروایی کردند. پس از سقوط دودمان مینگ در ۱۶۴۴، گروهی از مدعیان پادشاهی مینگ، دودمان مینگ جنوبی را تشکیل دادند که این سلسله تا ۱۶۶۲ که آخرین امپراتور آن اعدام شد به حیات خود ادامه داد.

## امپراتوران دودمان مینگ
| نام اصلی                         | نگاره | پس از مرگ (کوتاه‌شده)            | نام معبد                                   | نام پادشاهی (دوره)                                              | سال‌های فرمانروایی   | نامی که بیشتر بدان شهره‌اند  |
| -------------------------------- | ----- | ------------------------------- | ------------------------------------------ | --------------------------------------------------------------- | ------------------- | --------------------------- |
| جو یوان‌جانگ Zhū Yuánzhāng 朱元璋 |       | گائودی Gāodì 高帝               | تای‌زو Tàizǔ 太祖                           | هونگ‌وو Hóngwǔ 洪武                                              | ۱۳۶۸-۱۳۹۸           | امپراتور هونگ‌وو             |
| جو یون‌ون Zhū Yǔnwén 朱允炆       |       | هویی‌دی Huìdì 惠帝               | بی‌نام                                      | جیان‌ون Jiànwén 建文                                             | ۱۳۹۸-۱۴۰۲           | امپراتور جیان‌ون             |
| جو دی Zhū Dì 朱棣                |       | ون‌دی Wéndì 文帝                 | چنگ‌زو Chéngzǔ 成祖 یا تای‌زونگ Tàizōng 太宗 | یونگ‌لو Yǒnglè 永樂                                              | ۱۴۰۲-۱۴۲۴           | امپراتور یونگ‌لو             |
| جو گائوچی Zhū Gāochì 朱高熾      |       | جائودی Zhāodì 昭帝              | رن‌زونگ Rénzōng 仁宗                        | هونگ‌شی Hóngxī 洪熙                                              | ۱۴۲۴-۱۴۲۵           | امپراتور هونگ‌شی             |
| جو جان‌جی Zhū Zhānjī 朱瞻基       |       | جانگ‌دی Zhāngdì 章帝             | شوان‌زونگ Xuānzōng 宣宗                     | شوان‌دو Xuāndé 宣德                                              | ۱۴۲۵-۱۴۳۵           | امپراتور شوان‌دو             |
| جو چی‌چن Zhū Qízhèn 朱祁鎮        |       | روئی‌دی Ruìdì 睿帝               | یینگ‌زونگ Yīngzōng 英宗                     | جنگ‌تونگ Zhèngtǒng 正統 ۱۴۳۶-۱۴۴۹ تین‌شون Tiānshùn 天順 ۱۴۵۷-۱۴۶۴ | ۱۴۳۵-۱۴۴۹ ۱۴۵۷-۱۴۶۴ | امپراتور جنگ‌تونگ            |
| جو چی‌یو Zhū Qíyù 朱祁鈺          |       | جینگ‌دی 景帝                     | دای‌زونگ Dàizōng 代宗                       | جینگ‌تای Jǐngtài 景泰                                            | ۱۴۴۹-۱۴۵۷           | امپراتور جینگ‌تای            |
| جو جیان‌شن Zhū Jiànshēn 朱見深    |       | چون‌دی Chúndì 純帝               | شیان‌زونگ Xiànzōng 憲宗                     | چنگ‌هوا Chénghuà 成化                                            | ۱۴۶۴-۱۴۸۷           | امپراتور چنگ‌هوا             |
| جو یوتانگ Zhū Yòutáng 朱祐樘     |       | جینگ‌دی Jìngdì 敬帝              | شیائوزونگ Xiàozōng 孝宗                    | هونگ‌جی Hóngzhì 弘治                                             | ۱۴۸۷-۱۵۰۵           | امپراتور هونگ‌جی             |
| جو هوجائو Zhū Hòuzhào 朱厚照     |       | یی‌دی Yìdì 毅帝                  | ووزونگ Wǔzōng 武宗                         | جنگ‌دو Zhèngdé 正德                                              | ۱۵۰۵-۱۵۲۱           | امپراتور جنگ‌دو              |
| جو هوتسونگ Zhū Hòucōng 朱厚熜    |       | سودی Sùdì 肅帝                  | شی‌زونگ Shìzōng 世宗                        | جیاجینگ Jiājìng 嘉靖                                            | ۱۵۲۱-۱۵۶۶           | امیپراتور جیاجینگ (چیاچینگ) |
| جو زای‌هو Zhū Zǎihòu 朱載垕       |       | جوانگ‌دی Zhuāngdì 莊帝           | موزونگ Mùzōng 穆宗                         | لونگ‌چینگ Lóngqìng 隆慶                                          | ۱۵۶۶-۱۵۷۲           | امپراتور لونگ‌چینگ           |
| جو ئی‌جون Zhū Yìjūn 朱翊鈞        |       | شیان‌دی Xiǎndì 顯帝              | شن‌زونگ Shénzōng 神宗                       | وان‌لی Wànlì 萬曆                                                | ۱۵۷۲-۱۶۲۰           | امپراتور وان‌لی              |
| جو چانگ‌لو Zhū Chángluò 朱常洛    |       | جن‌دی Zhēndì 貞帝                | گوانگ‌زونگ Guāngzōng 光宗                   | تای‌چانگ Tàichāng 泰昌                                           | ۱۶۲۰                | امپراتور تای‌چانگ            |
| جو یوجیائو Zhū Yóujiào 朱由校    |       | جه‌دی Zhédì 悊帝                 | شی‌زونگ Xīzōng 熹宗                         | تیان‌چی Tiānqǐ 天啟                                              | ۱۶۲۰-۱۶۲۷           | امپراتور تیان‌چی             |
| جو یوجیان Zhū Yóujiǎn 朱由檢     |       | جوانگ‌لیه‌مین Zhuānglièmǐn 莊烈愍 | سی‌زونگ Sīzōng 思宗                         | چونگ‌جن Chóngzhēn 崇禎                                           | ۱۶۲۷-۱۶۴۴           | امپراتور چونگ‌جن             |